# Константинов Тихон Антонович
Тихон Антонович Константинов (рум. Tihon Konstantinov; 13 (25) серпня 1898 , Хороше, Катеринославська губернія  — 20 січня 1957 , Кишинів ) — український і молдавський партійний та державний діяч, голова Президії Верховної Ради Молдавської АРСР, голова Ради Народних Комісарів Молдавської РСР. Депутат Верховної Ради УРСР 1-го скликання.  Заступник голови Президії Верховної Ради УРСР 1-го скликання. Кандидат в члени ЦК КП(б)У (1938–1949). Депутат Верховної Ради Молдавської РСР 1-го скликання. Член ЦК КП(б) Молдавії. Член Бюро ЦК ВКП(б) по Молдавській РСР у березні — липні 1945 р. Депутат Верховної Ради СРСР 1-го скликання.

## Біографія
Народився 13 (25) серпня 1898 року в родині селянина в селі Хороше, тепер Слов'яносербський район, Луганська область, Україна. Освіта початкова.
З 1913 року працював чорноробом, був діловодом. З 1921 року — на радянській та партійній роботі в Українській СРР: голова комітетів незаможних селян, діловод районного комітету КП(б)У, секретар Хорошської сільської ради, секретар виконавчого комітету Слов'яносербської районної ради, інструктор Держбанку.
Член РКП(б) з 1924 року.
У 1931—1932 роках — студент Комуністичного вузу імені Артема в Харкові.
У 1932—1937 роках — завідувач відділу агітаційно-масової роботи Слободзейського районного комітету КП(б)У Молдавської АРСР; інструктор, завідувач відділу культури і пропаганди виконавчого комітету Слободзейської районної ради.
З 1937 до березня 1938 року — 2-й секретар, 1-й секретар Котовського районного комітету КП(б)У Молдавської АРСР.
З 8 березня до липня 1938 року — виконувач обов'язків голови Центрального Виконавчого Комітету Молдавської АРСР.
19 липня 1938 — 7 червня 1940 року — голова Президії Верховної Ради Молдавської АРСР.
9 травня — 7 серпня 1940 року — голова Ради Народних Комісарів Молдавської АРСР. Після приєднання Бессарабії до СРСР у червні 1940 року, був 3 липня 1940 року призначений головою Кишинівського повітового виконавчого комітету.
У серпні 1940 — липні 1945 року — голова Ради Народних Комісарів Молдавської РСР. Під час німецько-радянської війни перебував до 1944 року в евакуації на території РРФСР.
У березні 1946 року затверджений заступником голови виконавчого комітету Одеської обласної ради депутатів трудящих та завідувачем бюро із обліку і розподілу робочої сили при Одеському облвиконкомі.
Потім — на пенсії. Проживав у Кишиневі, де помер 20 січня 1957 року та був похований.

## Нагороди
- Орден Леніна — за видатні успіхи в сільському господарстві, і особливо за перевиконання планів основних сільськогосподарських робіт (7.02.1939).
- орден Червоного Прапора (2.05.1945)